# Смит, Холланд
Хо́лланд Макта́йр Смит (англ. Holland McTyeire Smith; 20 апреля 1882 — 12 января 1967) — генерал Корпуса морской пехоты США. Считается отцом моторизованного десанта США.

## Биография
В 1901-м получил степень бакалавра в Обернском университете, после чего выбрал путь военного и стал первым сержантом национальной гвардии. Параллельно поступил в университет Алабамы, не закончив который в 1905-м подал запрос на вступление в армию. Однако, был зачислен в морскую пехоту младшим лейтенантом. Со следующего года служил в составе 1-й бригады морской пехоты на различных базах США и в подконтрольных штатам странах. Участвовал в подавлении восстания на Гаити. В 1918-м занимал штабную должность в экспедиционных войсках недалеко от Вердена. После войны учился в военно-морском колледже Ньюпорта, затем зачислен в штаб Корпуса морской пехоты. В 1939-м возглавил 1-ю бригаду морской пехоты, вскоре реорганизованную в дивизию. В 1941-м обучал морскую пехоту нового типа, базирующегося на танках и бронетранспортёрах-амфибиях, ставшую 5-м десантным корпусом.
4 сентября 1943 г. по представлению Главнокомандующего Тихоокеанским флотом США адмирала Честера У. Нимица был назначен командующим V десантным корпусом. На этой должности подготовил и провёл высадку десанта успешной Гилберто-Маршалловской операции, после чего командовал высадкой американских войск на остров Сайпан. Тактические решения, принятые Смитом в этой операции, были не очень удачными, что вызвало его критику со стороны некоторых офицеров.
31 февраля 1944 года в журнале "Тайм" появилось фото Холланда Смита.
В дальнейшем Смит спланировал и возглавил штурм Иводзимы.
После войны ушёл в отставку и занялся садоводством. Сын Смита, Джон, дослужился до контр-адмирала.

## Образ генерала Смита в кино
- Флаги наших отцов / Flags of Our Fathers (2006; США) режиссёр Клинт Иствуд, в роли генерала Смита Гордон Клэпп.